# Instytut Teologiczny Księży Misjonarzy
Instytut Teologiczny Księży Misjonarzy (ITKM) – uczelnia teologiczna Polskiej Prowincji Zgromadzenia Księży Misjonarzy. Jest afiliowana do Uniwersytetu Papieskiego Jana Pawła II w Krakowie.

## Status prawny
Instytut Teologiczny do swoich zadań zalicza organizację studiów filozoficzno-teologicznych z przygotowaniem pedagogicznym zgodnie z wymaganiami zawartymi w dokumentach Kościoła powszechnego dotyczących formacji kandydatów do kapłaństwa i postanowieniami Konferencji Episkopatu Polski oraz zgodnie ze stosownymi przepisami państwowymi dotyczącymi szkolnictwa wyższego i wymaganiami przygotowania do zawodu nauczyciela.
Studia w ITKM są stacjonarnymi jednolitymi studiami magisterskimi z teologii o specjalności teologia kapłańska. Dyscyplinami teologicznymi obowiązkowymi w ITKM są: teologia biblijna, która obejmuje wprowadzenie i egzegezę Pisma Świętego; teologia fundamentalna z elementami ekumenizmu, religii niechrześcijańskich i ateizmu oraz innych nurtów współczesnej kultury; teologia dogmatyczna; teologia moralna; teologia duchowości; teologia pastoralna; liturgika oraz patrologia z elementami historii dogmatu.
Studenci ITKM po przedstawieniu pracy dyplomowej i zdaniu egzaminu ex universa theologia uzyskują tytuł zawodowy magistra nadawany przez komisję egzaminacyjną. ITKM posiada własną bibliotekę w swojej siedzibie.

## Historia
Zgromadzenie Księży Misjonarzy, którego nazwa wywodzi się od misji ludowych organizowanych w parafiach, w których wierni byli zaniedbani pod względem duszpasterskim, od początku swojego założenia w 1625 roku podjęło się dzieła formacji duchowieństwa. Dzieło to było realizowane najpierw poprzez prowadzenie rekolekcji dla kandydatów do święceń, a następnie przez organizowanie i prowadzenie seminariów duchownych zgodnie ze wskazaniami Soboru Trydenckiego.
Księża Misjonarze przybyli do Polski w 1651 roku i włączyli się w formację duchowieństwa. Od 1675 roku przy pierwszym domu misjonarskim na ziemiach polskich, założonym wówczas na przedmieściach Warszawy przy kościele Świętego Krzyża, działało seminarium świętokrzyskie. Następnie od 1682 roku Księża Misjonarze na prośbę biskupa Jana Małachowskiego podjęli się prowadzenia krakowskiego seminarium diecezjalnego, w Seminarium Zamkowym na Wawelu, które w 1686 roku zostało przeniesione na Stradom. Po przeniesieniu seminarium diecezjalnego do gmachu przy ul. Podzamcze w domu na Stradomiu umieszczono studium filozoficzno-teologiczne Zgromadzenia Księży Misjonarzy i podjęto starania, by dyplom uzyskiwany w nim miał również rangę państwową.
W 1909 r. władze krakowskiej prowincji Zgromadzenia Misji podjęły starania, aby uzyskać dla tego studium prawa szkół akademickich. Dwóch misjonarzy: ks. Wilhelm Michalski CM i ks. Franciszek Bączkowicz CM podjęło się trudu przeprowadzenia koniecznych zmian w dotychczasowym toku studiów.
Ks. Michalski, jako prefekt studiów misjonarskich, opracował raport, w którym wykazał, że program studium misjonarskiego jest zgodny z ustawami państwowymi obowiązującymi w Austrii w szkołach wyższych. Po pozytywnej opinii konsystorza krakowskiego, senatu akademickiego i Wydziału Teologicznego „cesarsko-królewskie Ministerstwo Wyznań i Oświaty z nakazu Jego Cesarskiej Mości Franciszka Józefa I, reskryptem z dnia 8 lipca 1910 roku zezwoliło na organizację klasztornego teologicznego zakładu naukowego Ks. Ks. Misjonarzy (Lazarystów) w Krakowie w celu kształcenia wychowanków do stanu kapłańskiego”. Zatwierdzono jednocześnie plan nauk obowiązujących w Instytucie i wszystkich profesorów w nim wykładających bez wymagania egzaminów habilitacyjnych.
Po I wojnie światowej odpowiadając na prośbę ze strony Zgromadzenia i uzyskaniu aprobaty Ministra Wyznań Religijnych i Oświecenia Publicznego Macieja Rataja, Marszałek Państwa Polskiego Józef Piłsudski zatwierdził w 1922 roku Instytut Teologiczny jako szkołę wyższą, którą umieszczono w wykazie obejmującym uniwersytety i szkoły wyższe, równorzędne uniwersytetom. Ministerstwo ponownie potwierdziło prawa Instytutu w 1929 roku.
Po II wojnie światowej w 1945 r. wizytator ks. Józef Kryska CM uzyskał ustne zapewnienie Ministra Oświaty Stanisława Skrzeszewskiego o uznaniu przez władze państwowe Polski Ludowej dotychczasowych praw Instytutu. Jednakże po wydaniu dekretu o organizacji nauki i szkolnictwa wyższego (28 października 1947 r.) nie potwierdzono tych praw, mimo czynionych starań. Od 1973 roku Instytut rozpoczął współpracę naukową z Papieskim Wydziałem Teologicznym, a od 1981 z Wydziałem Teologicznym Papieskiej Akademii Teologicznej w Krakowie, dzięki czemu studenci Instytutu mogą zdobywać stopnie naukowe. Od 2009 roku współpraca ta jest realizowana z Wydziałem Teologicznym Uniwersytetu Papieskiego Jana Pawła II w Krakowie.

## Rektorzy
| Lp. | Imię i nazwisko       | Lata pełnionej funkcji |
| --- | --------------------- | ---------------------- |
| 1.  | Józef Kryska CM       | 1910 – 1925            |
| 2.  | Jan Weissmann CM      | 1925 – 1931            |
| 3.  | Wilhelm Szymbor CM    | 1931 – 1935            |
| 4.  | Jan Weissmann CM      | 1935 – 1942            |
| 5.  | Józef Baron CM        | 1945 – 1946            |
| 6.  | Wilhelm Szymbor CM    | 1946 – 1949            |
| 7.  | Franciszek Wilim CM   | 1950 – 1958            |
| 8.  | Wiktor Prądzyński CM  | 1958 – 1963            |
| 9.  | Aleksander Usowicz CM | 1963 – 1964            |
| 10, | Jan Zalewski CM       | 1964 – 1970            |
| 11. | Jan Dukała CM         | 1970 – 1973            |
| 12. | Gerard Dogiel CM      | 1973 – 1978            |
| 13. | Aleksander Usowicz CM | 1978 – 1979            |
| 14. | Edward Formicki CM    | 1979 – 1987            |
| 15. | Bronisław Sieńczak CM | 1987 – 1994            |
| 16. | Józef Kapuściak CM    | 1994 – 1997            |
| 17. | Kryspin Banko CM      | 1997 – 2009            |
| 18. | Józef Łucyszyn CM     | 2009 – 2011            |
| 19. | Paweł Holc CM         | 2011 – 2021            |
| 20. | Szczepan Szpoton CM   | 2021 – nadal           |